# Фрідріх Леопольд Прусський
Фрідріх Леопольд Прусський, повне ім'я Йоакім Карл Вільгельм Фрідріх Леопольд Прусський (нім. Joachim Karl Wilhelm Friedrich Leopold Prinz von Preußen, 14 листопада 1865 — 13 вересня 1931) — пруський принц з династії Гогенцоллернів, син принца Прусії Фрідріха Карла та ангальтської принцеси Марії Анни, генерал-оберст пруської армії, консультант російського штабу під час російсько-японської війни, масон.

## Біографія
Фрідріх Леопольд народився 14 листопада 1865 року в Берліні. Він був довгоочікуваним сином принца Прусії Фрідріха Карла та його дружини Марії Анни Ангальт-Дессау. Хлопчик мав старших сестер Марію, Єлизавету Анну та Луїзу Маргариту.
Батько Фрідріха Леопольда був військовим, проте син не успадкував його бойовитого характеру та ентузіазму до служби в армії. Натомість, принца описували як високого, тихого та досить сором'язливого юнака.
Згідно ж пруських традицій, військова кар'єра призначалася йому від народження. Змалку хлопець брав участь у військових парадах. У віці 10 років він став кадетом, у 20 — обер-лейтенантом. 1888-го — отримав чин капітана.
У 23 роки одружився зі своєю одноліткою, принцесою Луїзою Софією Шлезвіг-Гольштейн-Зондербург-Августенборзькою, донькою номінального герцога Шлезвіг-Гольштейна Фрідріха VIII. Весілля відбулося 24 червня 1889 у Берліні. Подружжя мало чотирьох дітей.
1890-го принц став майором, 1893-го — полковником. Того ж року отримав звання генерал-майора та став Командуючим Першим Гусарським полком. На його честь також було названо австрійський гусарський полк K.u.k. Husaren-Regiment «Friedrich Leopold von Preußen» Nr. 2, почесним шефом якого він став.
1898 Фрідріха Леопольда було зроблено генерал-лейтенантом, 1902 — генералом кінноти. Під час російсько-японської війни він працював у російському штабі консультантом. 1907 — став генеральним інспектором армії, 1910 — генерал-полковником.
Фрідріх Леопольд був останнім покровителем пруського масонства з правлячої династії. Вступивши у 1889 до ложі «Friedrich Wilhelm zur Morgenröte», 1894-го він став протектором всіх трьох пруських великих лож, а 1895-го — великим майстром Великої земельної ложі вільних каменярів Німеччини. У 1893 принц став кавалером шведського королівського Ордена Карла XIII, яким нагороджувались лише члени масонських лож. Із закінченням правління Гогенцоллернів у Прусії, закінчився також протекторат Фрідріха Леопольда над пруськими великими ложами.
Під час Листопадової революції 1918 року принц підняв над своєю резиденцією Ґлініке червоний прапор, чим викликав загальне обурення масонів.
Фрідріх Леопольд був частим гостем у казино, внаслідок чого втратив частину спадку. Тим не менш, з лютого 1918 він брав участь у фінансуванні будівництва літаків компанії «Юнкерс».
1919 він придбав віллу Фаворіта на березі озера Луґано в Швейцарії і переніс туди свою резиденцію. Маєток він почав розширювати, створивши у новому крилі багату бібліотеку. Парк, за нього, поповнився новими видами дерев.
21 червня 1924 року Верховний суд визнав право власності Фрідріха Леопольда на заміський будинок у містечку Краєнка та прилеглі земельні території.
Замок Ґлініке був захоплений новим урядом. Однак, після ратифікації Закона щодо майнових суперечок між пруською державою та членами раніше правлячої пруської сім'ї від 26 жовтня 1926, був повернений колишнім власникам.
1927 року принц Фрідріх Леопольд вирішив перевести рухоме майно замку в готівку. Для цього був влаштуваний аукціон, де виставлялося близько 600 лотів, що включали більше тисячі предметів. До їх числа входили: центральний стіл —подарунок імператора Франца Йосипа, бронзовий бюст Леопольда Дессау, китайський столовий сервіз зі 156 предметів, срібний кишеньковий годинник Фрідріха Великого, частина колекції старожитностей та інтвентарю, багато меблів та картин. Через масові протести з боку берлінської громадськості, принц забрав деякі предмети з торгів. Деякі інші історично цінні речі прибали державні пруські установи для подальшої передачі в музеї.

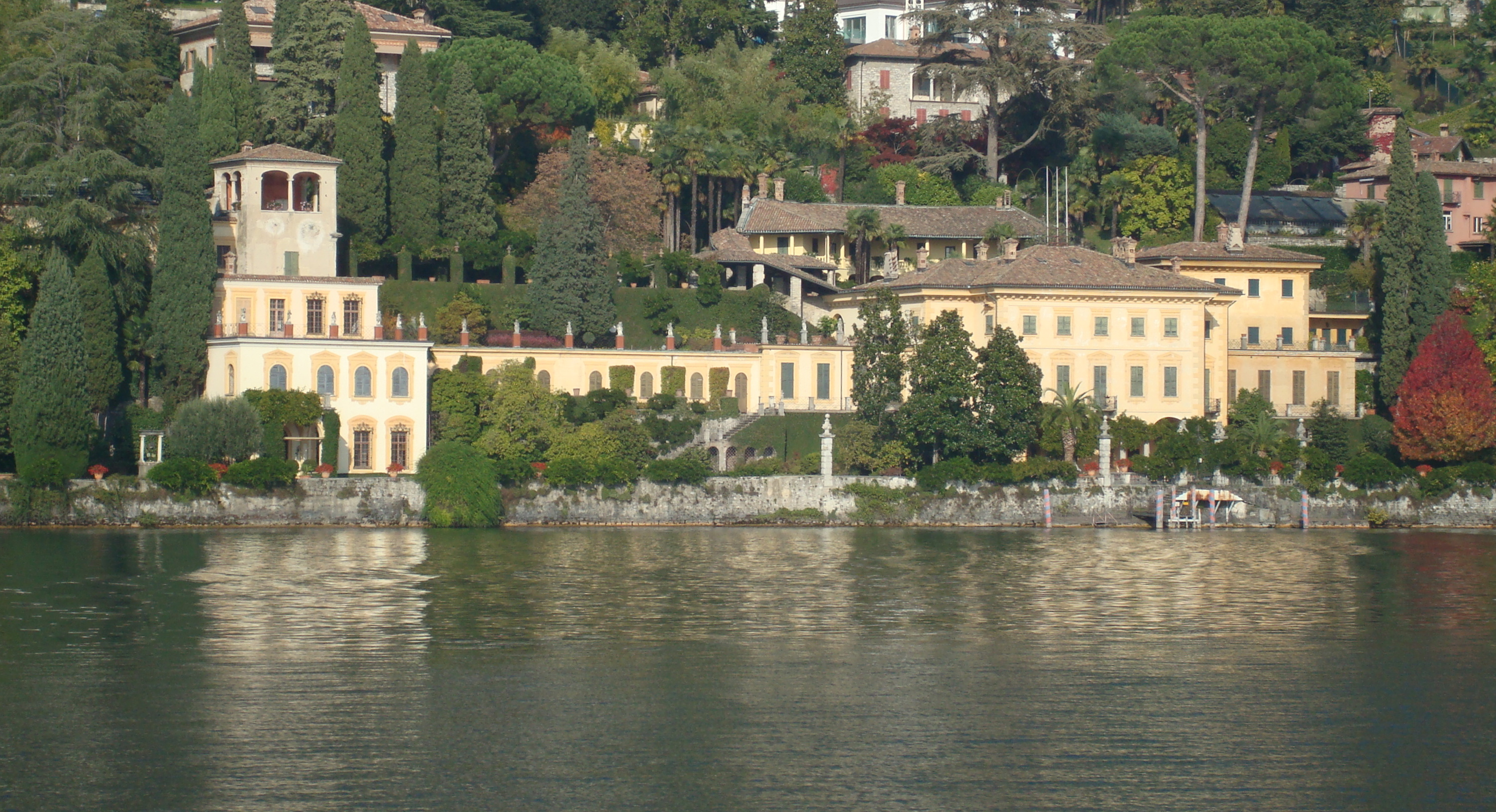
Вілла Фаворіта

13 вересня 1931 принц пішов з життя у своєму маєтку Краєнка, переживши трьох старших дітей. Поховали його на родинному цвинтарі Ґлініке. Для покриття боргів Фрідріха Леопольда у листопаді 1931 в Лугано був влаштований ще один аукціон розпродажу предметів мистецтва, що колись перебували у Ґлініке.
Вілла Фаворіта, після його смерті, була викуплена багатієм Тіссеном, що розмістив у ній художню колекцію, поклавши початок музею Тіссена-Борнемісса.

## Родина

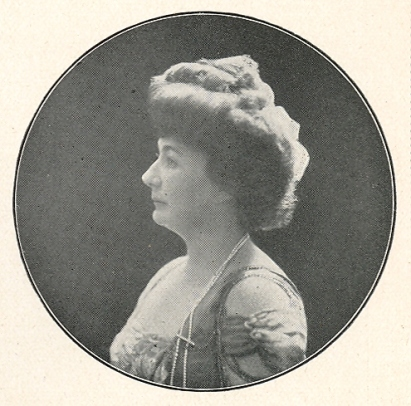
Дружина Луїза Софія Ауґустенбурзька

Чоловік — Луїза Софія Шлезвіг-Гольштейн-Зондербург-Августенборзька, донька номінального герцога Шлезвіг-Гольштейна Фрідріха VIII.
Діти:
- Вікторія Маргарита (1890—1923) — дружина принца Рьойсс цу Кьостриць Генріха XXXIII, мала із ним сина та доньку;
- Фрідріх Сигізмунд (1891—1927) — капітан німецької армії, був одружений із Марією Луїзою Шаумбург-Ліппською, мав сина та доньку;
- Фрідріх Карл (1893—1917) — капітан німецької армії, льотчик, загинув під час Першої світової; одружений не був, дітей не мав;
- Фрідріх Леопольд (1895—1959) — одружений не був, дітей не мав.

## Нагороди

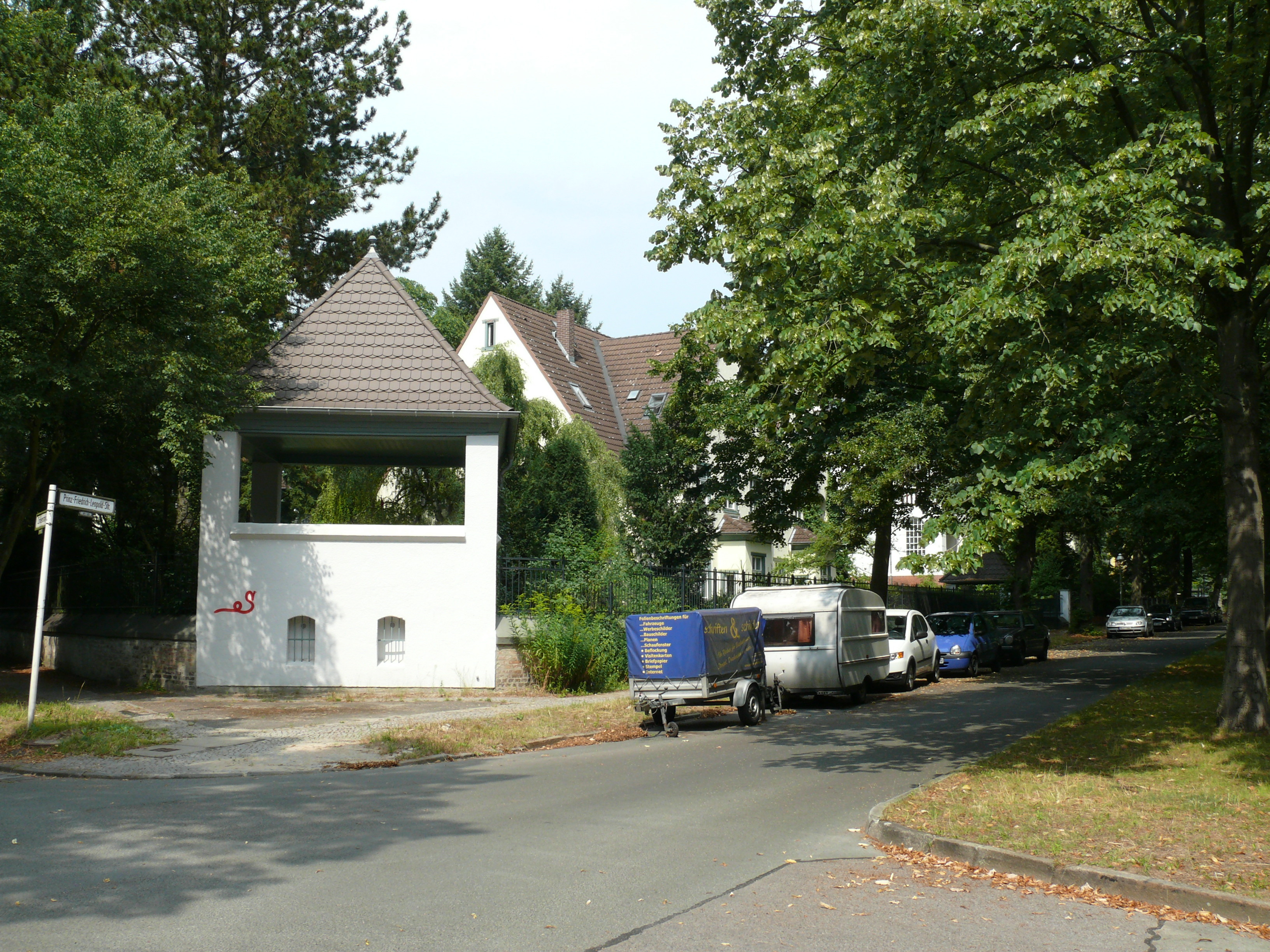
Вулиця Принца Фрідріха Леопольда в Берліні

### Німецька імперія

#### Прусське королівство
- Орден Чорного орла з ланцюгом
  - орден (14 листопада 1875)
  - ланцюг (1884)
- Орден Червоного орла, великий хрест з короною
  - хрест (14 листопада 1875)
  - корона (12 червня 1892)
- Орден Корони (Пруссія) 1-го класу (14 листопада 1875)
- Королівський орден дому Гогенцоллернів, великий командорський хрест з мечами (14 листопада 1875; мечі додані пізніше)
- Князівський орден дому Гогенцоллернів, почесний хрест 1-го класу з мечами
- Столітня медаль
- Хрест «За вислугу років» (Пруссія)
- Залізний хрест 2-го і 1-го класу

#### Ангальтське герцогство
- Орден Альберта Ведмедя, великий хрест з мечами
  - хрест (1882)
  - мечі (1914/18)
- Хрест Фрідріха

#### Вюртемберзьке королівство
- Орден Вюртемберзької корони, великий хрест (1886)
- Орден «За військові заслуги» (Вюртемберг), великий хрест
- Орден Фрідріха (Вюртемберг), великий хрест

#### Велике герцогство Баденське
- Орден Вірності (Баден) (1888)
- Орден Бертольда I (1888)

#### Мекленбург
- Орден Вендської корони, великий хрест з короною в руді
- Хрест «За військові заслуги» (Мекленбург-Шверін) 2-го і 1-го класу
- Хрест «За заслуги у війні» (Мекленбург-Стреліц)

#### Інші держави
- Орден Заслуг герцога Петра-Фрідріха-Людвіга, великий хрест із золотою короною і мечами (Велике герцогство Ольденбурзьке; 18 лютого 1978; мечі додані пізніше)
- Орден дому Саксен-Ернестіне, великий хрест (1885)
- Орден Людвіга, великий хрест (Велике герцогство Гессенське; 24 травня 1888)
- Орден Генріха Лева, великий хрест з мечами (Брауншвейзьке герцогство)
  - орден (1888)
  - мечі (травень 1906)
- Орден Білого Сокола, великий хрест з мечами (Велике герцогство Саксен-Веймар-Айзенаське)
  - орден (1888)
  - мечі (1914/18)
- Орден Святого Губерта (Баварське королівство; 1889)
- Орден Рутової корони (Саксонське королівство)
- Орден «За заслуги» (Вальдек) 1-го класу (Вальдек-Пірмонтське князівство)

### Королівство Італія
- Вищий орден Святого Благовіщення (24 травня 1884)
- Орден Святих Маврикія та Лазаря, великий хрест (24 травня 1884)
- Орден Корони Італії, великий хрест (24 травня 1884)

### Шведсько-норвезька унія
- Орден Серафимів (4 вересня 1893)
- Орден Карла XIII (4 вересня 1893)

### Португальське королівство
- Подвійний орден
- Орден Вежі й Меча, великий хрест

### Російська імперія
- Орден Андрія Первозванного
- Орден Святого Олександра Невського
- Орден Білого Орла
- Орден Святої Анни 1-го ступеня
- Орден Святого Станіслава 1-го ступеня

### Інші держави
- Королівський Вікторіанський орден, почесний великий хрест (Британська імперія; 29 вересня 1899)
- Королівський угорський орден Святого Стефана, великий хрест (Австро-Угорщина; 1889)
- Орден Карлоса III, великий хрест (Іспанія; 18 травня 1907)
- Орден Леопольда I, велика стрічка (Бельгія)
- Орден Спасителя, великий хрест (Грецьке королівство)
- Орден хризантеми (Японська імперія)
- Орден князя Данила I, великий хрест (Князівство Чорногорія)
- Орден Нідерландського лева, великий хрест
- Орден Портрету Володаря (Каджарський Іран)
- Орден Зірки Румунії, великий хрест
- Орден Білого орла (Сербія), великий хрест
- Орден Білого слона, великий хрест (Сіам)

## Вшанування пам'яті
На честь Фрідріха Леопольда названо вулицю в районі Ніколасзе, шостого округа Берліна, і канал Принца-Фрідріха-Леопольда, довжиною близько 600 м, у східній частині міста.